# Galleria Doria Pamphilj
La Galleria Doria Pamphilj è una grande collezione privata esposta a Roma nel Palazzo Doria Pamphilj. Il palazzo che la ospita è situato tra Via del Corso e Piazza del Collegio Romano.

## Storia
La galleria Doria Pamphilj nacque nel 1651 quando Giambattista Pamphilj diventato papa col nome di Innocenzo X vincolò le collezioni Pamphilj in un fedecommisso legato alla primogenitura, di cui investì suo nipote Camillo. In questo periodo era già stato eseguito il ritratto di Innocenzo X da Diego Velázquez nel 1650 ma già tre anni prima la collezione Pamphilj si era notevolmente arricchita col matrimonio di Camillo con Olimpia Aldobrandini, matrimonio che apportò delle opere di Raffaello, Tiziano, Parmigianino e Beccafumi. Verso la metà del XVII secolo Camillo già possedeva quattro opere di Caravaggio, acquistate sul mercato romano dalla madre Olimpia Maidalchini, stretta confidente e consigliere del Papa, di cui una, dal titolo "La buona ventura", fu regalata a Luigi XIV nel 1665 ed è ora al Louvre. In seguito comprò quadri bolognesi, di Claude Lorrain e diverse opere di artisti fiamminghi. La collezione ora aveva bisogno di una collocazione appropriata: venne scelto il palazzo di Via del Corso, già appartenuto ai Della Rovere, che era passato nel 1601 agli Aldobrandini. In questo palazzo erano state allestite, in un periodo compreso tra il 1678 ed il 1681, una "Stanza dei quadri", una "Stanza degli Animali" e una "Stanza dei Paesi". Nel 1760, quando subentrò ai Pamphilj il ramo dei Doria Pamphilj, si ebbero gli acquisti di opere del Bronzino e di Sebastiano del Piombo e di una serie di arazzi (oggi esposti a Genova). Del 1838 è l'inaugurazione della sala Aldobrandini, che nel corso del 2021 è stata restaurata e dotata di illuminazione di ultima generazione. Del XIX secolo è l'ultimo acquisto di opere, con l'ingresso nella collezione anche dei dipinti di Lippi e Memling.

## Il palazzo
Con il crescere delle fortune della famiglia, il palazzo si è esteso quasi continuamente ed è ancora il più grande palazzo privato abitato a Roma e rappresenta una sede adeguata per la collezione ospitata. 
La maggior parte della collezione è ospitata in una serie di sale di rappresentanza, che comprendono la cappella, progettata da Carlo Fontana, che contiene anche una vasta raccolta di reliquie. Tuttavia il nucleo fondamentale è esposto in una successione di quattro gallerie decorate ed affrescate che corrono intorno al cortile rinascimentale attribuito a Bramante e che costituiscono i Bracci espositivi realizzati tra il 1731 e il 1734 dall'architetto Gabriele Valvassori. Tre dei bracci ospitano ancora i dipinti della collezione, mentre quello che affaccia sul Corso è destinato a Galleria degli Specchi.
I quadri sono disposti secondo l'allestimento ideato dall'architetto Francesco Nicoletti e documentato da un manoscritto del 1767 conservato presso l'Archivio Doria Pamphilj. 
In occasione dell'anno giubilare del 1950, la collezione è stata aperta per la prima volta al pubblico dal Principe Filippo Andrea VI Doria Pamphilj.
Successivamente Donna Orietta e Don Frank Pogson Doria Pamphilj fecero molto per restaurare la collezione ed il palazzo.
Dal 2013 Palazzo Doria Pamphilj è di proprietà del Trust Doria Pamphilj, un trust italiano istituito per volontà della famiglia. Da allora si è dato corso ad estesi restauri delle facciate e degli ambienti che avevano subito maggiormente l’ingiuria del tempo.

## La collezione

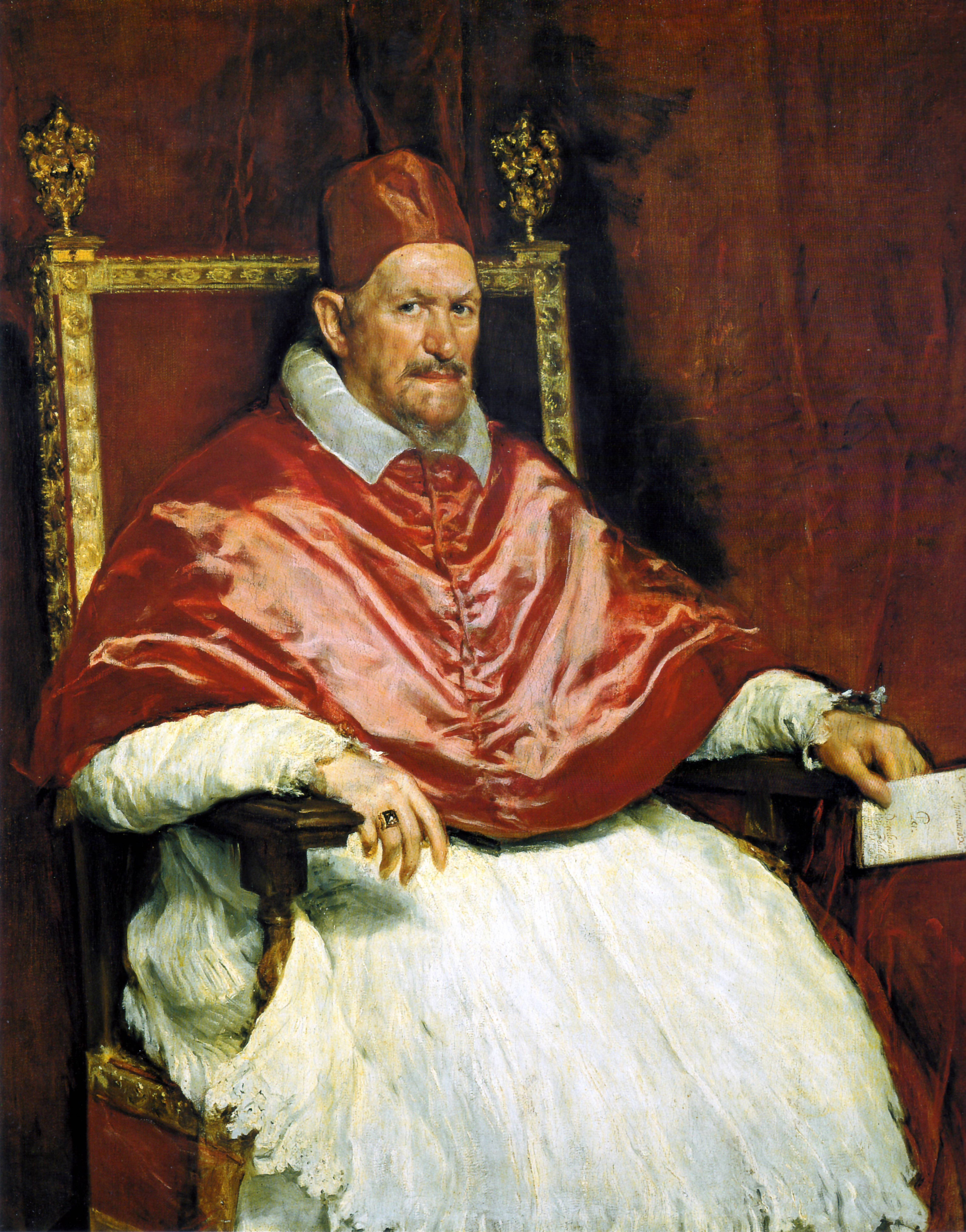
Uno dei gioielli della collezione Doria Pamphilj: il Ritratto di Innocenzo X di Velázquez (1650)

L'ampia raccolta di pitture, arredi e statue che comprendono lavori di Jacopo Tintoretto, Tiziano, Raffaello Sanzio, Correggio, Caravaggio, Guercino, Gian Lorenzo Bernini, Parmigianino, Gaspard Dughet, Jan Brueghel il Vecchio, Velázquez e molti altri artisti importanti è stata creata a partire dal XVI secolo dalle famiglie Pamphilj, Aldobrandini e Doria Landi, che sono ora unite tramite matrimoni e discendenze con il cognome semplificato di Doria Pamphilj, dopo essere state a lungo conosciute come Doria Landi Pamphilj.
Il ritratto di Giovanni Battista Pamphilj, Papa Innocenzo X, realizzato dall'artista spagnolo Diego Velàzquez nel 1650, è il più famoso della collezione ed è generalmente riconosciuto come uno dei più grandi ritratti del Seicento per l'abilità pittorica che emerge dalla resa psicologica del personaggio. Nel ritratto l'artista non idealizza l'espressione del papa, fissando nei secoli l'indimenticabile volto difforme dallo sguardo vivido e onnipresente
Il ritratto, dipinto verso il 1650 per commemorare l'anno santo. Il quadro di Velázquez è stato sistemato nel 1927 in una piccola stanza dedicata interamente al papa nella quale è esposta anche una pregevole scultura di Bernini che ritrae Papa Innocenzo X.
I capolavori di Caravaggio, Riposo durante la Fuga in Egitto, Maddalena penitente e San Giovanni Battista, entrarono in collezione nello stesso anno ad opera di Donna Olimpia Maidalchini Pamphilj, mentre i quadri rinascimentali, come per esempio la Salomè di Tiziano, la Natività di Parmigianino, il Doppio Ritratto di Raffaello, la Didone di Dosso Dossi e i dipinti di Mazzolino e di Garofalo, nonché le lunette con le Storie della Vergine di Annibale Carracci giunsero con il matrimonio tra il principe Camillo Pamphilj e la principessa Olimpia Aldobrandini celebrato nel 1647. Molte, inoltre, le acquisizioni successive tramite le commissioni del cardinale Benedetto Pamphilj e del principe Girolamo Pamphilj, nonché attraverso le eredità Facchinetti e l’unione dinastica con i principi Doria Landi.

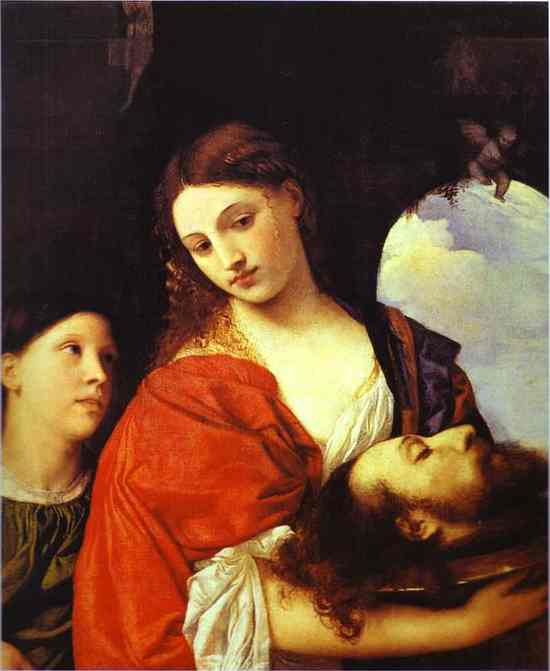
Salomè (1515) di Tiziano

Assieme alle collezioni dei Colonna e dei Pallavicini-Rospigliosi, questa è una delle più grandi collezioni private di arte a Roma

## Opere esposte
Alessandro Algardi
- busto di Olimpia Maidalchini
- bronzo di Innocenzo X

Gian Lorenzo Bernini
- busti di Innocenzo X

Paul Brill
- Paesaggio con scena di caccia

Pieter Bruegel il Vecchio
- Battaglia nel porto di Napoli, 1553 circa

Caravaggio
- Maddalena penitente
- Riposo durante la fuga in Egitto
- San Giovanni Battista

Annibale Carracci
- Paesaggio con la fuga in Egitto
- Susanna e i vecchioni

Ludovico Cigoli
- Cristo in casa del Fariseo

Domenichino
- Paesaggio con guado

Guercino
- Erminia ritrova Tancredi ferito
- Ritorno del figliol prodigo
- San Giuseppe

Mattia Preti
- Agar e Ismaele
- Concerto
- Maddalena penitente
- San Giovanni Battista

Filippo Lippi
- Annunciazione

Claude Lorrain
- Paesaggio con figure danzanti
- Veduta di Delfi con processione

Lorenzo Lotto
- San Girolamo
- Ritratto di gentiluomo trentasettenne

Jan Mabuse
- Madonna col Bambino
- Sant'Antonio e il donatore messer Antonio Siciliano in un paesaggio

Ludovico Mazzolino
- Cristo e i dottori (Disputa al tempio)

Parmigianino
- Natività con angeli, 1525 circa
- Madonna col bambino, 1525 circa

Sebastiano del Piombo
- Ritratto di Andrea Doria

Raffaello
- Doppio Ritratto (Andrea Navagero e Agostino Beazzano)

Guido Reni
- Madonna in adorazione del figlio
- Lotta di putti

Carlo Saraceni
- San Rocco e l'angelo

Sassoferrato
- Sacra famiglia

Spagnoletto
- San Girolamo

Antonio Tempesta
- Passaggio del mar Rosso

Tiziano
- Salomè, 1515 circa
- Angelo con tamburello

Diego Velázquez
- Ritratto di Innocenzo X

Marcello Venusti
- Crocifissione
- Cristo nell'orto

## Altre opere
- La cappella è opera di Carlo Fontana ed ospita un crocifisso eburneo di Ercole Ferrata.
- La Saletta Gialla contiene una serie di arazzi della manifattura dei Gobelins.
- Bassorilievi di Duquesnoy.